# キャップ (帽子)
キャップ (cap) は、柔らかく、平たくなる帽子の一種であり、通常はバイザー（前つば）が付いている。頭部を覆う部分は、頭に極めて近く接する。キャップが最初に出現したのは、紀元前3200年頃のことである。典型的なキャップは、バイザーが付いているか、縁（ふち）がまったくないかのいずれかである。カジュアルで、非公式な状況でしばしば着用され、スポーツやファッションの場面でも見受けられる。典型的な場合、頭部を暖かく保つために設計されており、眼を日光から護るためにバイザーが付けられることが多い。形状やサイズは多様であり、多くのブランドが取り扱っている。野球帽（ベースボール・キャップ）は、キャップの中でも最も一般的なもののひとつである。

## 種類
- Ascot cap - アスコット帽
- Ayam - 아얌 - アヤム

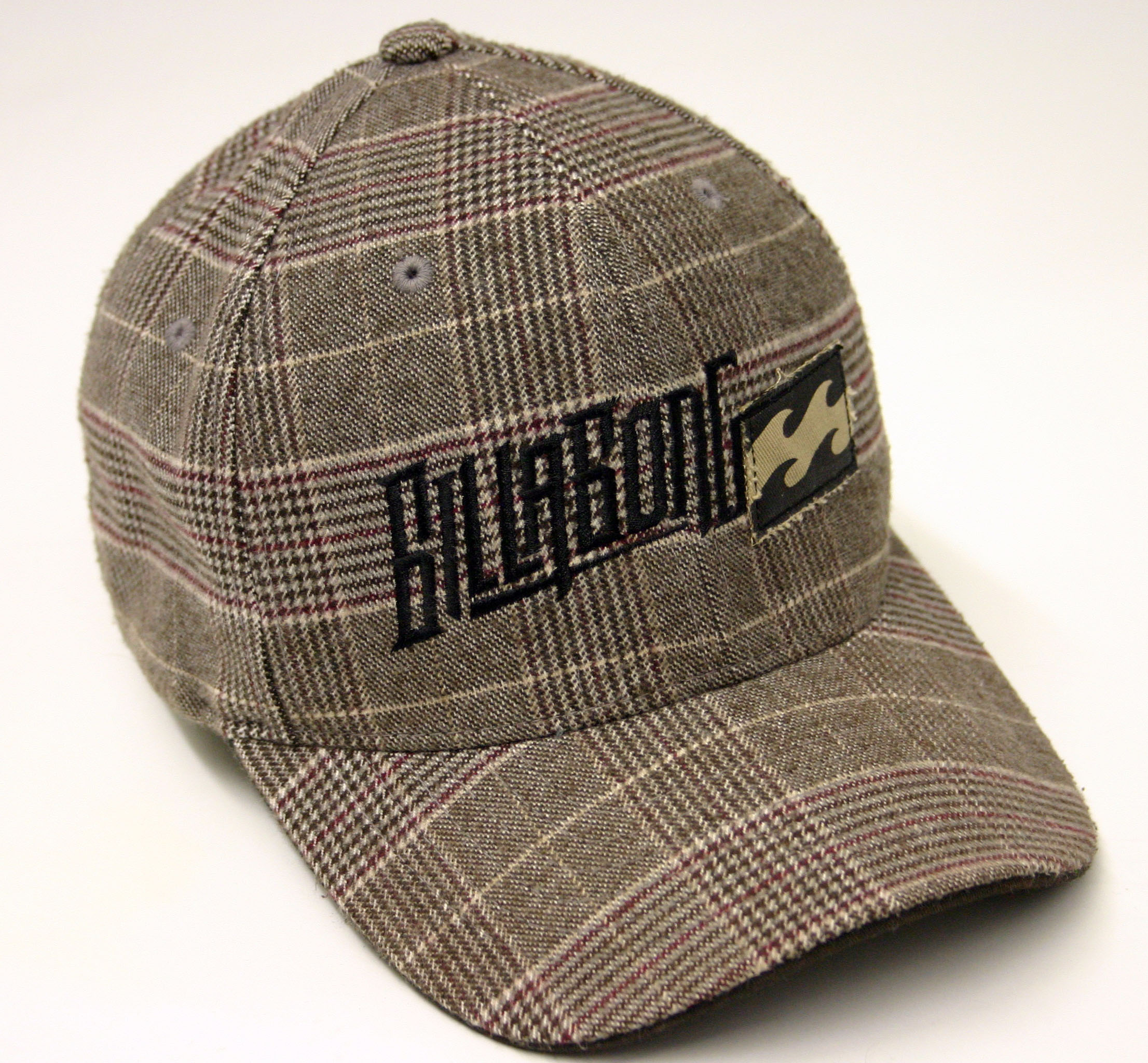
野球帽

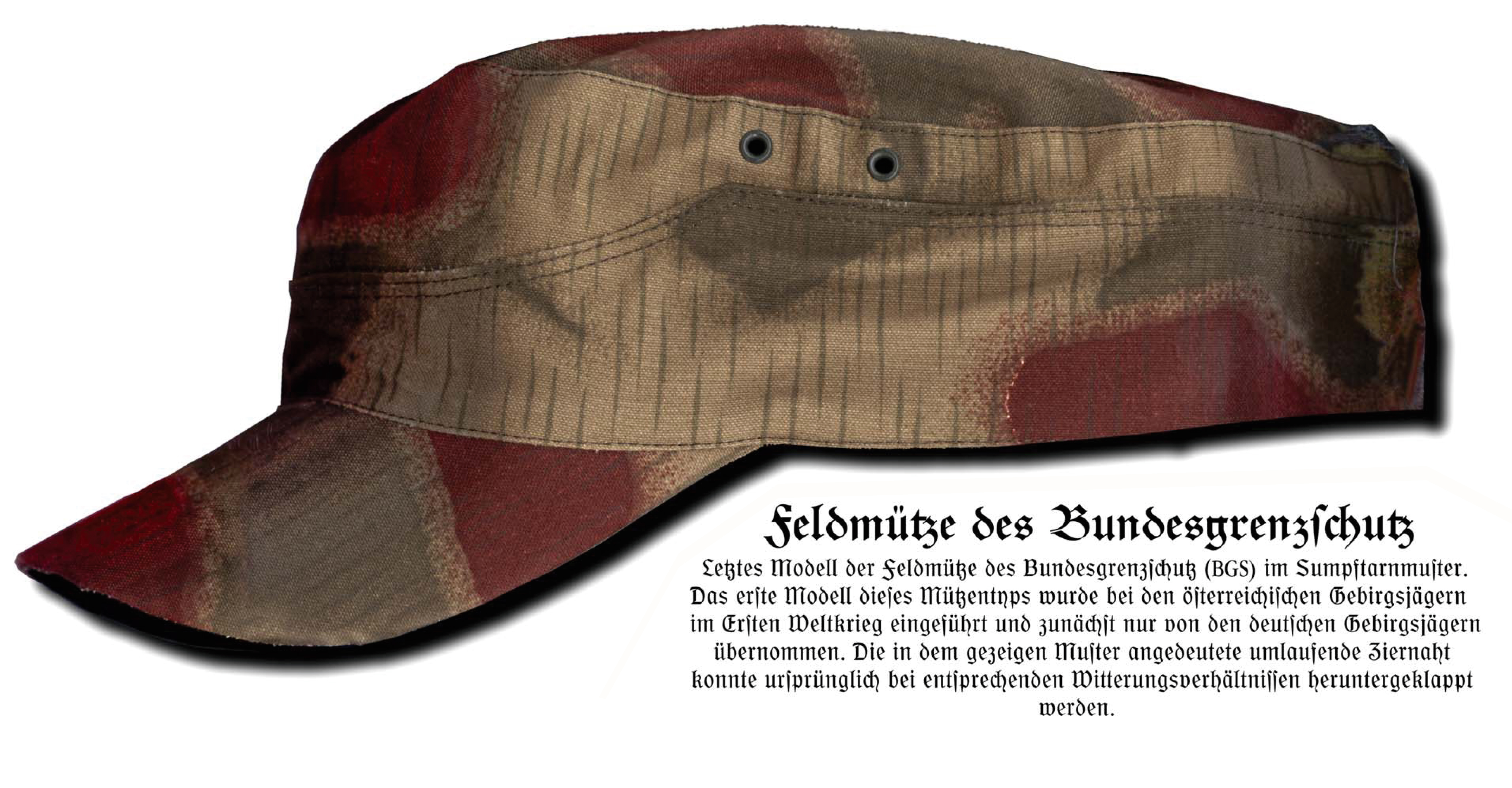
ドイツ連邦警察の前身である連邦国境警備隊で用いられていた M43 型の戦闘帽 (field cap)。

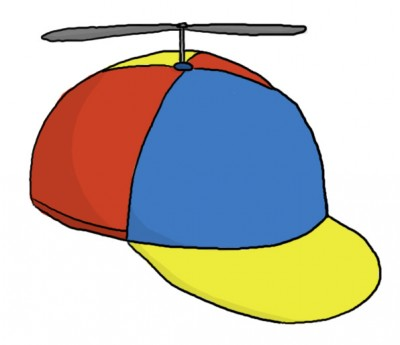
プロペラ付きの帽子、通称プロペラ・ビーニー (propeller beanie。

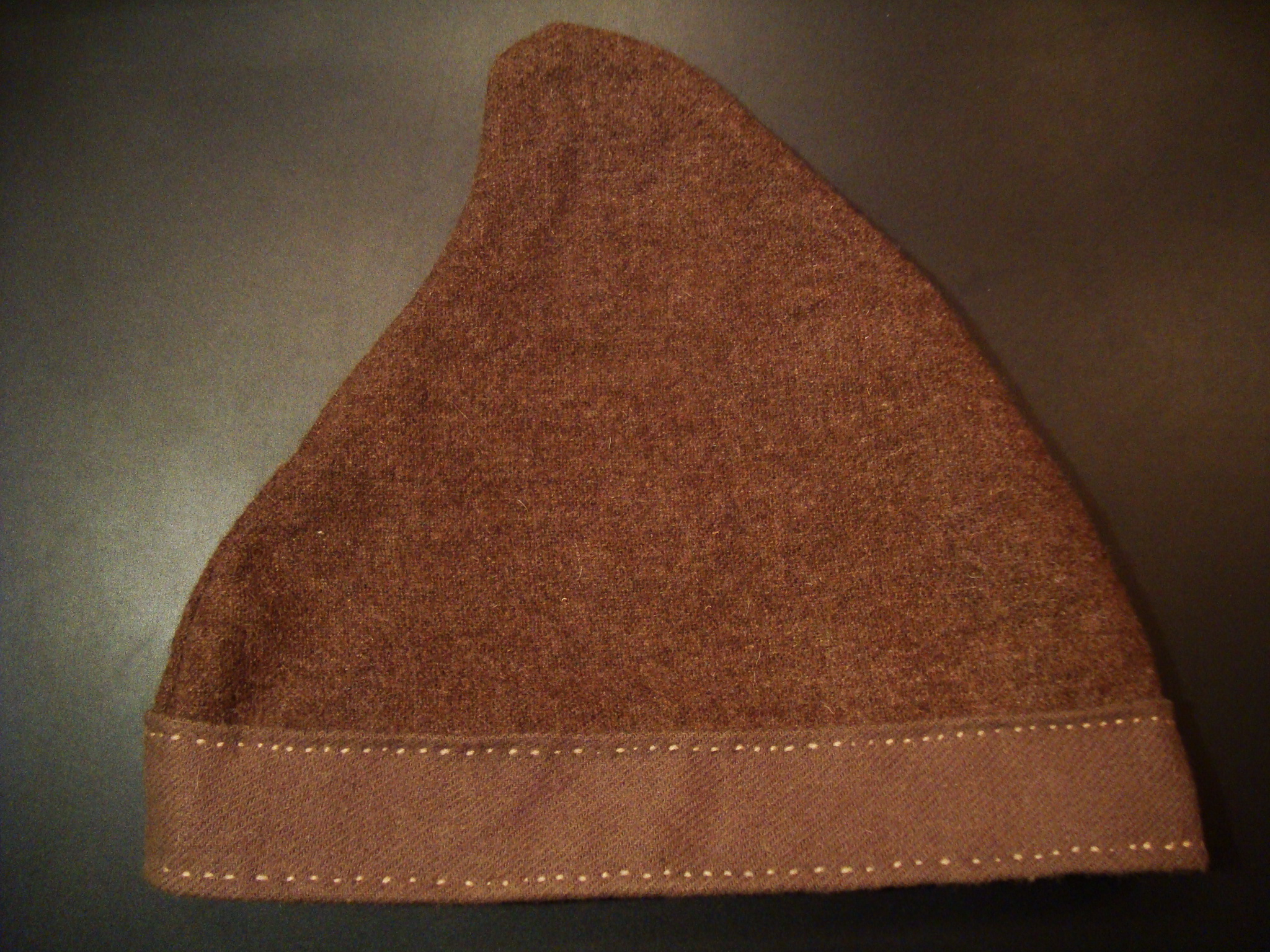
ファッションとしてのフリジア帽。

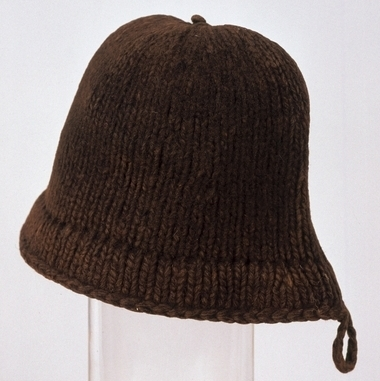
16世紀当時のモンマス帽の唯一伝えられている現物。

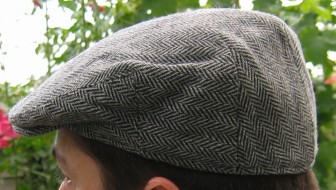
ハンチング帽 (flat cap)

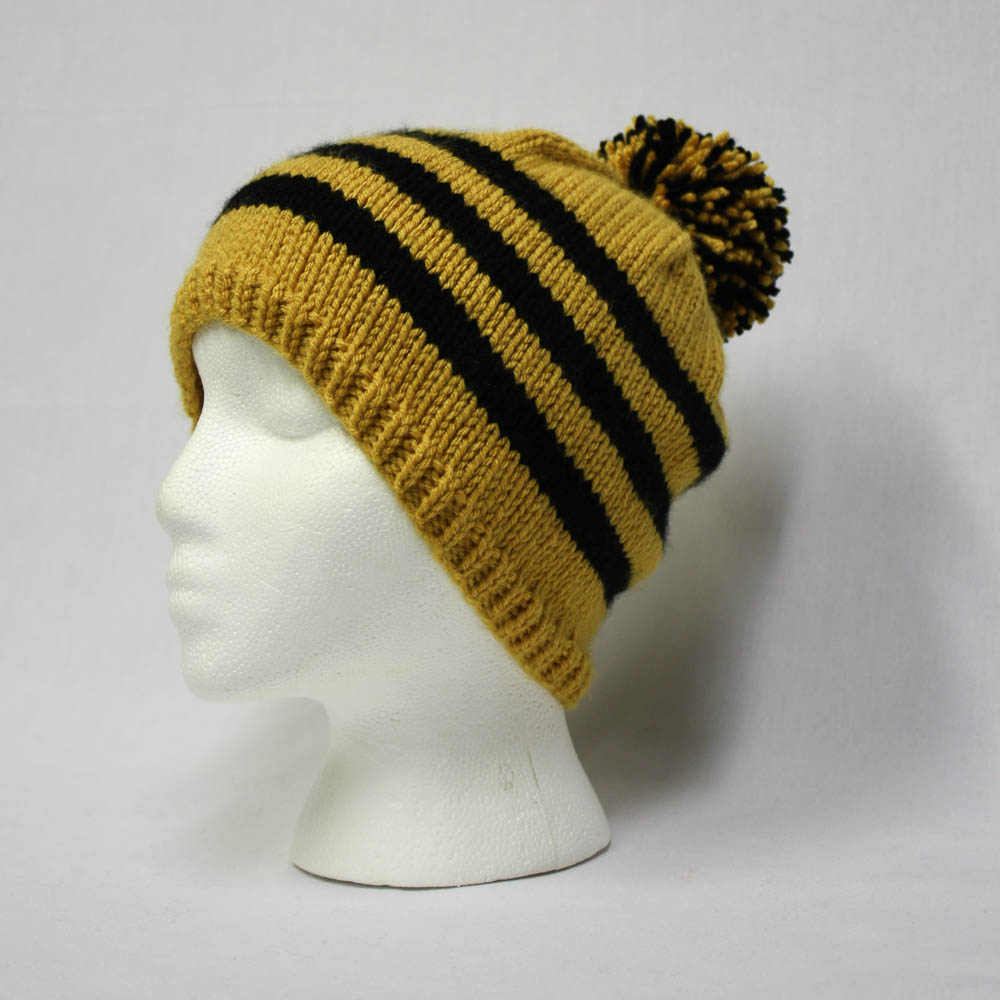
ニット帽の一種で、ボブルハット (bobblehat)、トーク (toque)、ストッキング・キャップ (stocking cap) などとも呼ばれるもの。

- Baggy green - バギー・グリーン
- Balmoral - バルモラル・ボンネット
- Baseball cap - 野球帽
- Beanie - ビーニー帽
- Bearskin - ベアスキン
- Beret - ベレー帽
- Biretta - ビレッタ帽
- Busby - バズビー
- Canterbury cap - カンタベリー帽
- Cap and bells - 帽子とベル
- Cap of maintenance - 捧持の式帽
- Casquette - サイクルキャップ
- Caubeen - コービーン
- Caul - コール (帽子)
- Coif - コアフ
- Coppola cap - コッポラ帽
- Cricket cap - クリケット帽
- Deerstalker - 鹿撃ち帽
- Do-rag - ドゥーラグ
- Dutch cap - オランダ帽
- Fez - フェズ (帽子)
- Flat cap - ハンチング帽
- Forage cap - 略帽
- Gandhi cap - ガンディー帽
- Glengarry - グレンガリー帽
- International cap
- Juliet cap - ジュリエット・キャップ
- Karakul - カラクル (帽子)
- Kepi - ケピ帽
- Kippah (yarmulke or skull cap) - キッパー (民族衣装)
- Knit cap (Tuque, stocking cap, wool cap, watch cap, ski cap, bobble hat) - ニット帽
- Kufi (kofia) - クフィ (帽子)
- Lika cap - リカ (帽子)
- Mao cap - 人民帽
- Mariner's cap (Greek fisherman's cap) - マリンキャップ
- Monmouth cap - モンマス帽
- Newsboy cap - キャスケット
- Nightcap - ナイトキャップ
- Nurse's cap - ナースキャップ
- Ochipok - オチポク
- Papakha - パパーハ
- Patrol cap - パトロールキャップ
- Peaked cap - 官帽
- Phrygian cap - フリジア帽
- Railroad engineer cap - 鉄道機関士帽
- Rastacap - ラスタキャップ
- Sailor cap - セーラー帽
- Shako - シャコー帽
- Shower cap - シャワーキャップ
- Side cap (Garrison cap) - ギャリソンキャップ
- Sindhi cap - シンディー・トピ
- Ski cap - 山岳帽
- Sports visor - スポーツバイザー
- Square academic cap - 角帽 (アカデミックドレス)
- Stormy Kromer cap - ストーミー・クローマー・キャップ
- Swim cap - スイムキャップ
- Tam o' Shanter - タモシャンター
- Taqiyah - タキヤ (帽子)：ムスリム男性が着用する。
- Toque - トーク (帽子)
- Trucker hat - トラッカーハット
- Tubeteika - テュベテイカ
- Ushanka - ロシア帽
- Utility cover - ユーティリティヘッドカバー
- Zucchetto - カロッタ